# Intimtorna
Az intimtorna a medencealapi izmokkal és záróizmokkal végzett mozgásfajtáknak, speciális gyakorlatoknak és módszereknek az összefoglaló gyűjtőneve. Az intimtorna gyakorlatok urológiai, proktológiai, nőgyógyászati és andrológiai problémák megelőzésére vagy az altesti tünetek csökkentése/megszüntetése céljából, illetve bizonyos szexuális funkciók, érzetek javítása érdekében végezhetőek speciális tornaeszközök használatával vagy anélkül.
Az intimtorna szó az angol intimate gymnastic, intimate fitness tükörfordítása.
Az intimtorna szó a köznyelvben általánosan használatos fajtanév vagy gyűjtőnév, magában foglalja az aviva (aviva intimtorna, avivatánc), gátizmok gyógytornája, gátizomtorna, gyűrűs izmok tornája, hormontorna, intim izmok tornája, intimfitnessz, intimsport, KIT (kriston-intimtorna), kegelek, medence alapi izmok tréningje, medencefenék-izomtorna, női/férfi intim jóga, PFMT (pelvic floor muscle training), rejtett izmok tornája, szexgimnasztika, szerelmi ChiQung, taoista szerelmi gyakorlatok stb. megnevezésű tréningeket, mozgásprogramokat.
Ezek a kifejezések egymástól többé-kevésbé eltérő módszereket, gyakorlatokat illetve eszközhasználatot is jelentenek.

## Intimtorna módszerek
A táblázat alatt részletes leírás található a Magyarországon jelenleg elérhető módszerekről alfabetikus sorrendben.
| Módszer neve       | Megtanulás időtartama (óra/tréning) | Ajánlott gyakorlási módok                                  | Csoportlétszám átlagosan (min. – max.) | Egyéni program | Kontroll, biofeedback               | Oktató végzettsége |
| ------------------ | ----------------------------------- | ---------------------------------------------------------- | -------------------------------------- | -------------- | ----------------------------------- | --- |
| AVIVA módszer      | 4 óra                               | - 30p/heti 2alkalom; - naponta 15perc - gyakorlócsoport    | 10 fő (5-12)                           | nem            | nem indokolt                        | sportszakmai végzettség: sportoktató, fitness instruktor                                                                        |
| Cantienica-program | 6 óra                               | - 20perc/alkalom - bármikor napközben - gyakorlócsoport    | 10 fő (6-11)                           | igen           | nem indokolt                        | sportszakmai végzettség: sportoktató, fitness instruktor                                                                        |
| Kegel gyakorlatok  | 4 óra                               | - naponta 8-10 perc - bármikor napközben - gyakorlócsoport | 10 fő (5-12)                           | igen           | igen, lehetséges                    | egészségügyi szakvégzettség: gyógytornász, mozgásterapeuta, gyógytestnevelő, rehabilitációs- vagy egészségfejlesztési szakember |
| Kriston módszer    | 12 óra                              | - naponta 15 perc fekve vagy négykézláb - gyakorlócsoport  | 10-30 fő (Kriston Andreánál 50-75 fő)  | igen           | az eszközök használata nem javasolt | Kriston Andrea által oktatott módszertani trénerképzés                                                                          |
| Paula módszer      | 4 óra                               | - naponta 8-10 perc - bármikor napközben                   | 10 fő (5-12)                           | nem            | igen                                | egészségügyi szakvégzettség: gyógytornász, mozgásterapeuta, gyógytestnevelő, rehabilitációs vagy egészségfejlesztési szakember  |

### AVIVA módszer
Az izraeli, de magyar származású Aviva Gabriella Steiner nevéhez kötődik a módszer kidolgozása. Az alhas, a belső hasi, a gátizmok és a farizmok megmozgatásával éri el pozitív hatását. Az egész-testes, táncos mozdulatok hatására fokozódik az altest artériás-, vénás és nyirokkeringése, így javul a tápanyag-ellátottsága és a salakanyagok elszállítása. Ez segít a nemi szervek egészséges működésében, ami a központi hormonális szabályozó, a hipofízis működésére is hatással van.
Megnevezések: Aviva intimtorna, aviva torna, avivatánc, hormontorna, gyűrűs izmok tornája
Problémakör: PMS, menstruációs elégtelenségek, klimax tünetek, PCOS, inkontinencia, mióma, ciszta, lombik program előtti felkészülés, hímivarsejtek mennyiségének és minőségének problémája, herevisszértágulat, impotencia, prosztatagyulladás

### Cantienica program – Medencefenék tréning
A Svájcban élő Benita Cantieni fejlesztette ki a programot anatómiai és spiráldinamikai alapokon az 1990-es évek elején. Elsődleges célja a programnak a testtartás javítása, illetve visszaigazítani a csontokat, ízületeket az anyatermészet által eredendően meghatározott, megfelelő helyükre. Ehhez a "mélyizmok" egész hálózatát használja, így a medencefenék izmainak kontrollált irányítása is fontos részét képezik a programnak. Lényeges különbség a többi módszerhez képest, hogy nem a záróizmokkal dolgozik célirányosan, hanem a medencefenék teljes izomzatát kapcsolja be, és a medencealap három szintjét a hát-, a has-, a csípő- és a comb izomzatával összekötve edzi. A módszer fontos részét képezi a medence kiigazítása is.
Megnevezések: medencefenék-tréning, cantienica, rejtett izmok tornája
Problémakör: szervsüllyedés, sérv, a medencealapi izomzat elgyengülése, inkontinencia (vizelet-, széklet-inkontinencia), aranyér, prosztata-megnagyobbodás

### Kegel gyakorlatok
Dr. Arnold Kegel amerikai nőgyógyász professzor publikálta elsőként 1948-ban a medencefenéki izmokkal végzett gyakorlatok- az ún. kegelek- egyes élettani funkciókra gyakorolt hatását és ennek jelentőségét. Kifejlesztett egy olyan gyakorlatsort a medencefenék izmainak edzésére, amellyel a nők szülés utáni regenerációját kívánta elősegíteni műszerrel megtámogatva. Ezek a gyakorlatok már adaptálásra kerültek férfiak számára is.
A világon a legszélesebb körben elterjedt mind a prevencióban, mind a rehabilitációban. Napjainkban a kegeleken alapuló medencefenék gyakorlatok az egészségügyben széles körben elterjedtek az un. első vonalbeli terápiákban. Eredményességéről nemzetközi randomizált mérőműszeres (objektív) kutatások szolgálnak bizonyítékokkal pl.: Cochrane Library-ban.
Megnevezések: gátizomtorna, gátizmok gyógytornája, intim izmok tornája, kegelek, medence alapi izmok tréningje, medencefenék-izomtorna, PFMT (pelvic floor muscle training)
Problémakör: stressz inkontinencia, urge inkotinencia, kevert inkontinencia, széklet inkontinencia, szervsüllyedések (sérv), prosztatamegnagyobbodás,

### Kriston módszer
Kriston Andrea által fejlesztett módszer, mely 1986 óta tartja szem előtt a nők és férfiak alhasi egészségét. Célja, hogy a kliens önsegítő módszerre tegyen szert.
Három összetevőből áll:
1.Gátizomtorna: Több, mint 300 egymásra épülő gyakorlat eredményezi a végső gyakorlatsort, melyet mindenki személyre szabottan kap meg az otthoni gyakorláshoz. Az fokozatosság elve szerint épülnek fel a gyakorlatok az egyszerűbbtől a bonyolultabbakig, így biztosítva a sikerességet.
2. Pszichoszomatika: A tornán túl a trénerek igyekeznek olyan folyamatokat beindítani, amelynek eredménye egy jobb állapot. Lehetnek olyan tünetek, amelyek meghatározzák a kliens életét, orvoshoz járnak vele, pedig a megoldás lehetősége az ő kezükben van. Van, amit az orvos tehet értünk, és van, amit az ember saját magáért tehet. Az utóbbit tanulják a Kriston tréningen.
3. Szokások áthangolása: Kihagyhatatlan a tartószalagok és a gátizmok erejének megóvása érdekében.
A módszer hatékonyságát Kriston Andrea a Szent Rókus Kórházban 10 évig mérte Dr. Demeter János, Dr. Simon Zsolt és Dr. Nagy Lajos közreműködésével.
Emellett kutatásokat végzett a Debreceni Klinikán is Dr. Benyó Mátyás, Dr. Lőrincz László, Dr. Flaskó Tibor, és Hermann Andrea, Nagy Éva szakdolgozókkal együtt.
A trénerek folyamatosan vizsgálják a módszer egészségre gyakorolt hatását.
Megnevezések: KIT, Kriston Intim Torna, Kriston módszer
Problémakör: aranyér, végbél megereszkedés, végbél környéki gyulladás, bélgyulladás, székrekedés, műtét utáni rehabilitáció, méhsüllyedés, krónikus hüvelygyulladás, anorgazmia, vaginizmus, PCOS, endometriózis, megfoganási nehézség, menstruációs rendellenesség, mióma, ciszta, hormonális elégtelenség, klímax, premenstruációs szindróma, méheltávolítás utáni rehabilitáció, libidóhiány, várandósság alatt, szülésre felkészülés, szülés utáni rehabilitáció, stress inkontinencia, urge inkontinencia, hólyagsérv, húgycsősérv, hólyaghurutos gyulladás, prosztata megnagyobbodás, prosztata gyulladás, ondó nehezen ürül, alacsony hímivarsejt szám, magömlés szabályozás, férfihormon alultermelődés, merevedési zavarok

### Paula módszer
A Paula-módszer a Kegel gyakorlatok javasolt alternatívája. Az alapelv, hogy egyes gyűrűs izmok (mint pl.: a szem- vagy száj körüli izmok) mozgatásával a medencefenéken lévő záróizmok erősítő gyakorlatai megtámogathatóak, az összehúzódásoknak egymást kölcsönösen erősítő hatása van.
Megnevezések: Paula intimtorna, gyűrűs izmok tornája, rejtett izmok tornája, intimfitnessz
Problémakör: záróizom gyengeség miatti inkontinencia

### Spirituális módszerek, technikák
Megnevezések: szexgimnasztika, szerelmi ChiQung, taoista szerelmi gyakorlatok
Problémakör: libidóhiány, anorgazmia, impotencia, merevedési zavar, vaginizmus

## Eszközös intimtorna
Az intimtorna hatékonyságának, eredményességének fokozása céljából speciális eszközök is rendelkezésre állnak már a korszerű terápiák között, melyek kialakításukban, funkcióikban, hatásmechanizmusukban széles skálán mozognak.
Általános feladata ezen termékeknek a gátizom egy vagy több funkciójának elősegítése, az izomösszehúzódás, -ernyesztés végzésének támogatása, valamint segítenek a medencealapi izmok tónusossá tételében. Egyes eszközök esetében szexuális téren is hatás várható (pl.: libidó, orgazmuskészség)

### Hüvelyipesszáriumok
- fajtái: kocka-, perforált kocka-, gyűrű-, buzogánypesszárium

Klinikai vizsgálatokkal igazoltan a hüvelypesszáriumok alkalmazásának leggyakoribb indikációja a gátizomzat gyengülése miatt megsüllyedt kismedencei szervek reponálása, azaz pozíciójának visszaállítása, helyreállítása. A használatának fő célja a gátizomzat "tehermentesítése" az izmok megerősödéséig, az állapot romlásának megelőzése, a prolapszussal (méhsüllyedés, méh előre esés, hüvelysérv, hólyagsérv stb.) kapcsolatos panaszok javítása és a műtét lehetséges elkerülése. A különböző fajta pesszáriumok alakja eltérő (innen a név), ami egyben meghatározza a felhasználhatóságuk körét. Szakorvos írhatja fel, mert a megfelelő fajta és a méret orvosi vizsgálattal állapítható meg.

### Medencefenék erősítő eszközök
- fajtái: izomstimulátorok, hüvelysúlyok

Medencealapi elektromos izomstimulátor gyenge elektromos impulzusokat ad le (a női változatban a hüvelybe, férfiak esetén végbélbe helyezett ) elektródáján keresztül, melyek lokalizáltan a környező izmokat összehúzódásra késztetik. Ez semmilyen kellemetlen érzéssel nem jár. A gátizomzat erősítésére javasolt gyógyászati segédeszköz, a szövődménnyel még nem járó inkontinencia kezelésében nyújt segítséget (stressz-, kevert-, késztetéses inkontinencia) 
A hüvelysúly a hüvelybe helyezhető, általában kúp alakú, műanyagból vagy szilikonból készült, többféle méretű és súlyú eszközökből álló készlet. A hatás azon alapul, hogy a hüvelybe helyezett súlyt az izmok reflexesen igyekeznek bent tartani, tehát akaratlanul is feszülnek, ami izommunkát jelent, így erősödnek. A megfelelő típus kiválasztásához orvosi vizsgálat javasolt.

### Biofeedbackhez használható eszközök
A biofeedback lényege, hogy egy készülék az izomműködés erejét, minőségét értékelve visszajelzést ad vizuális vagy hangjelek formájában az izommozgás hatékonyságáról.
- fajtái: home trainer, scan központi egység

A Scan központi egységben fut egy olyan szoftver, ami alkalmas a gátizom erejének felmérésére, illetve ennek megfelelő tornagyakorlat-sorok tervezésére, majd az elvégzett gyakorlatok kiértékelésére, a javulás mértékének követésére.
A home trainer az otthoni, önálló gyakorláshoz használatos készülék, ami két részből áll: a hüvelybe helyezhető eszközből és a hozzá csatlakozó fülhallgatóból. Az edzésterv a Scan központi egységből a home trainer memóriájába kerül feltöltésre, ami alapján a páciens egy fülhallgatón át kapja az utasításokat az elvégzendő intimtorna gyakorlatokra.

### Természetes alapú eszközök
Már az ősi Kínában is ismert volt a Jade-tojás vagy Yoni-tojás (ejtsd: Jóni), mint ahogyan a Gésa golyók Japánban. A “Jóni” elnevezés a szanszkrit nyelvből ered, jelentése “szent templom”, és magába foglalja a belső és külső női nemi szerveket. A Jóni vagy Jade tojások kristályból készült, emberi kéz által csiszolt hüvelysúlyok, 100% természetesek.
| Eszköz               | Működési elv | Orvosi vizsgálat                                                                                              | Kapcsolata az intimtornával                                                                            | nem         |
| -------------------- | ------------ | --- | --- | ----------- |
| pesszárium           | mechanikus   | a méret és a típus meghatározásához szükséges                                                                 | A süllyedt szervet repozicionálja, ezáltal intimtornával az alatta elhelyezkedő izomzat megerősíthető. | nők         |
| izomstimulátor       | elektromos   | nem kötelező, de előzetes vizsgálat javasolt a terápia megválasztásához                                       | Az izmok érzetének felerősítését segítheti illetve a gátizmok alaptónusát fokozza.                     | nők férfiak |
| hüvelysúlyok         | mechanikus   | a méret és a súly meghatározásához szükséges                                                                  | Egyre kisebb méretű és egyre nehezebb súlyokkal az intimtorna nehézségi foka emelhető.                 | nők         |
| biofeedback eszközök | elektromos   | nem szükséges, de fizio- vagy rehabilitációs terapeutával konzultálni szükséges az edzésterv összeállításához | Az izmok érzetének beazonosítását biztosítja, a mozgás kivitelezéséről visszajelzést ad.               | nők férfiak |
| természetes eszközök | mechanikus   | nem szükséges                                                                                                 | Reflexszerű izomválaszra készteti a hüvelyt, illetve az aktív izommozgást segíti.                      | nők         |